# Wanniyala agrabopath
Wanniyala agrabopath is een spinnensoort uit de familie trilspinnen (Pholcidae). De soort komt voor in Sri Lanka en is de typesoort van het geslacht Wanniyala.